# 軟漢魚屬
軟漢魚屬為輻鰭魚綱銀漢魚目銀漢魚科的其中一屬。

## 分類
- 基氏軟漢魚(Teramulus kieneri)
- 沃氏軟漢魚(Teramulus waterloti)

## 扩展阅读
- 維基物種上的相關：软漢魚屬